# Vedrana Vučićević
Vedrana Vučićević (* 14. März 1984 in Sarajevo) ist eine ehemalige bosnische Skilangläuferin und Biathletin.
Vedrana Vučićević lebt in Pale und startete für SK Romanija Pale. 1998 begann sie mit dem Biathlonsport und wurde von Tomislav Lopatić trainiert. Seit 2001 gehörte die Athletin, die an angeborenem Asthma leidet, zum Nationalkader ihres Landes. Als Juniorin startete sie bei den Biathlon-Juniorenweltmeisterschaften 2002 in Ridnaun und kam auf die Plätze 31 im Einzel, 35 im Sprint und 39 im Verfolgungsrennen. Ein Jahr später trat sie auch in Kościelisko zur Junioren-WM an, wo sie 49. des Einzels wurde, sich knapp als 59. des Sprints für das Verfolgungsrennen qualifizierte, das sie als 52. beendete. Kurz darauf nahm sie auch an den Juniorenrennen der Biathlon-Europameisterschaften 2002 in Forni Avoltri teil und wurde 38. des Sprints, startete nicht in der Verfolgung und beendete das Einzel nicht. Bei den Biathlon-Juniorenweltmeisterschaften 2004 in Haute-Maurienne kamen die Ränge 53 im Einzel und 45 im Sprint hinzu, zum Verfolger trat sie trotz Qualifikation nicht an. Vierte und letzte Juniorenweltmeisterschaften waren die Titelkämpfe Biathlon-Juniorenweltmeisterschaften 2005 in Kontiolahti. Vučićević wurde 52. des Einzels sowie 48. in Sprint und Verfolgung.
Ihr internationales Debüt gab Vučićević schon zuvor zum Auftakt des Weltcup-Saison 2001/02 in Hochfilzen, als sie 103. eines Sprints wurde. In der folgenden Saison kam sie als 82. eines Sprints in Osrblie erstmals auf eine einstellige Platzierung. 2004 bestritt sie auch ihre ersten Rennen im Europacup der Frauen und wurde in ihrem ersten Sprint in Brusson 36., im darauf basierenden Verfolgungsrennen 34. Im weiteren Verlauf der Saison gewann die Bosnierin in Langdorf als 26. eines Sprints erstmals Punkte im Europacup. Als 17. eines Verfolgungsrennens in Geilo erreichte Vučićević zu Beginn der folgenden Saison ihr bestes Resultat in der Rennserie. 2005 nahm sie in Hochfilzen an ihren einzigen Biathlon-Weltmeisterschaften teil und belegte die Plätze 93 im Einzel und 95 im Sprint. In der nächsten Saison erreichte Vučićević mit Platz 74 bei einem Sprint in Kontiolahti ihr bestes Ergebnis im Weltcup. Höhepunkt der Saison wurden die Biathlon-Europameisterschaften 2006 in Langdorf, wo die Bosnierin 69. im Sprint wurde, ihr Einzel aber nicht beendete. Die Biathlon-Europameisterschaften 2007 in Bansko wurden zum letzten internationalen Großereignis der Karriere. Im Einzel wurde sie 42., im Sprint 43. Das Verfolgungsrennen bestritt Vučićević nicht mehr. Nach der Saison 2006/07 beendete sie ihre aktive Karriere.
Zwischen 2004 und 2006 betrieb Vučićević auch Skilanglauf auf internationaler Ebene. Zunächst bestritt sie nur unterklassige FIS-Rennen und Rennen im Alpencup. Ohne hier herausragende Platzierungen zu erreichen, konnte sie sich immerhin für die Olympischen Winterspiele 2006 von Turin qualifizieren. Bei den Rennen auf den Strecken von Pragelato Plan kam sie im Rennen über 10 Kilometer Klassisch zum Einsatz und wurde dort 70. und damit Letzte. Weitere internationale Rennen im Skilanglauf bestritt sie danach nicht mehr.

## Weltcupstatistik
Die Tabelle zeigt alle Platzierungen (je nach Austragungsjahr einschließlich Olympische Spiele und Weltmeisterschaften).
- 1.–3. Platz: Anzahl der Podiumsplatzierungen
- Top 10: Anzahl der Platzierungen unter den ersten zehn (einschließlich Podium)
- Punkteränge: Anzahl der Platzierungen innerhalb der Punkteränge (einschließlich Podium und Top 10)
- Starts: Anzahl gelaufener Rennen in der jeweiligen Disziplin

| Platzierung         | Einzel | Sprint | Verfolgung | Massenstart | Staffel | Gesamt |
| ------------------- | ------ | ------ | ---------- | ----------- | ------- | ------ |
| 1. Platz            |        |        |            |             |         |        |
| 2. Platz            |        |        |            |             |         |        |
| 3. Platz            |        |        |            |             |         |        |
| Top 10              |        |        |            |             |         |        |
| Punkteränge         |        |        |            |             |         |        |
| Starts              | 10     | 32     |            |             |         | 42     |
| Stand: Karriereende |        |        |            |             |         |        |